# Station Oborniki Wielkopolskie Miasto
Station Oborniki Wielkopolskie Miasto is een spoorwegstation in de Poolse plaats Oborniki.